# Virslīga 2016
La Virslīga 2016 è stata la 25ª edizione della massima divisione del campionato lettone di calcio dall'indipendenza e la 42ª con questa denominazione. La stagione è iniziata l'11 marzo 2016 e si è conclusa il 3 novembre 2016. Il Liepāja era la squadra campione in carica, avendo vinto la Virslīga 2015 per la prima volta nella sua storia. Il campionato è stato vinto per la prima volta dallo Spartaks Jūrmala.

## Stagione

### Novità
Dalla Virslīga 2015 era stato escluso il Gulbene. Dalla 1. Līga 2015 è stato promosso il Caramba/Dinamo Riga, primo classificato, e che prima dell'inizio del campionato ha cambiato denominazione in Rīga Football Club. Il 29 gennaio 2016 allo Skonto Riga non è stata concessa la licenza per disputare la Virslīga 2016. In sua sostituzione è stato ripescato l'RFS Riga, terzo classificato della 1. Līga 2015, poiché il Valmiera, secondo classificato, ha rinunciato al ripescaggio.

### Formula
Le 8 squadre partecipanti si affrontano per quattro volte, per un totale di 28 giornate. La squadra campione di Lettonia è ammessa al secondo turno di qualificazione della UEFA Champions League 2017-2018. Le squadre classificate al secondo e terzo posto sono ammesse al primo turno di qualificazione della UEFA Europa League 2017-2018. L'ultima classificata retrocede direttamente in 1. Līga, mentre la settima classificata affronta la seconda classificata in 1. Līga in uno spareggio promozione-retrocessione.

## Squadre partecipanti
| Club             | Città      | Stadio                             | Stagione 2015                                        |
| ---------------- | ---------- | ---------------------------------- | ---------------------------------------------------- |
| BFC Daugavpils   | Daugavpils | Stadions Celtnieks                 | 6º posto in Virslīga                                 |
| Jelgava          | Jelgava    | Zemgales Olimpiskais Sporta Centrs | 4º posto in Virslīga                                 |
| Liepāja          | Liepāja    | Daugavas stadions                  | Campione di Lettonia                                 |
| Metta/LU         | Riga       | Stadions Arkādija                  | 7º posto in Virslīga                                 |
| RFS Riga         | Gulbene    | Stadions Arkādija                  | 3º posto in 1. Līga, ripescato al posto dello Skonto |
| Riga FC          | Riga       | Stadio Skonto                      | 1º posto in 1. Līga (come Caramba/Dinamo Riga)       |
| Spartaks Jūrmala | Jūrmala    | Stadio Slokas                      | 5º posto in Virslīga                                 |
| Ventspils        | Ventspils  | Stadio Olimpico di Ventspils       | 3º posto in Virslīga                                 |

## Classifica
|                     | Pos. | Squadra          | Pt | G  | V  | N  | P  | GF | GS | DR  |
| ------------------- | ---- | ---------------- | -- | -- | -- | -- | -- | -- | -- | --- |
| Lettonia (bandiera) | 1.   | Spartaks Jūrmala | 55 | 28 | 17 | 4  | 7  | 46 | 22 | +24 |
|                     | 2.   | Jelgava          | 51 | 28 | 16 | 3  | 9  | 37 | 24 | +13 |
|                     | 3.   | Ventspils        | 51 | 28 | 15 | 6  | 7  | 47 | 28 | +19 |
|                     | 4.   | Liepāja          | 42 | 28 | 13 | 5  | 10 | 38 | 31 | +7  |
|                     | 5.   | Riga FC          | 36 | 28 | 8  | 12 | 8  | 28 | 24 | +4  |
|                     | 6.   | RFS Riga         | 35 | 28 | 9  | 8  | 11 | 22 | 31 | -9  |
|                     | 7.   | Metta/LU         | 30 | 28 | 8  | 6  | 14 | 32 | 47 | -15 |
|                     | 8.   | BFC Daugavpils   | 11 | 28 | 2  | 5  | 21 | 13 | 56 | -43 |

Legenda:
      Campione di Lettonia e ammessa alla UEFA Champions League 2017-2018
      Ammesse alla UEFA Europa League 2017-2018
      Retrocessa in 1. Līga 2017
Note:
Tre punti a vittoria, uno a pareggio, zero a sconfitta.
La classifica viene stilata secondo i seguenti criteri:
- Punti conquistati
- Punti conquistati negli scontri diretti
- Differenza reti negli scontri diretti
- Partite vinte
- Differenza reti generale
- Reti totali realizzate
- Miglior rapporto goal (goal fatti/goal subiti)
- Fair-play ranking
- Spareggio

## Risultati

### Partite (1-14)
|                | BFC  | Jel  | Lie  | Met  | RFS  | Rig  | Spa  | Ven  |
| -------------- | ---- | ---- | ---- | ---- | ---- | ---- | ---- | ---- |
| BFC Daugavpils | –––– | 0-0  | 0-3  | 0-1  | 1-0  | 0-2  | 0-2  | 0-5  |
| Jelgava        | 3-1  | –––– | 0-1  | 2-0  | 4-0  | 2-1  | 0-1  | 4-3  |
| Liepāja        | 1-0  | 0-1  | –––– | 3-0  | 3-1  | 3-0  | 1-2  | 2-3  |
| Metta/LU       | 2-1  | 3-0  | 0-2  | –––– | 1-1  | 1-0  | 0-1  | 1-1  |
| RFS Riga       | 0-0  | 1-0  | 1-0  | 3-2  | –––– | 1-1  | 0-2  | 1-2  |
| Riga FC        | 2-0  | 1-1  | 0-0  | 2-1  | 0-0  | –––– | 0-0  | 1-1  |
| Spartaks       | 3-0  | 3-0  | 0-1  | 4-1  | 2-0  | 1-0  | –––– | 5-1  |
| Ventspils      | 3-0  | 1-0  | 2-2  | 2-0  | 0-1  | 1-1  | 2-1  | –––– |

### Partite (15-28)
|                | BFC  | Jel  | Lie  | Met  | RFS  | Rig  | Spa  | Ven  |
| -------------- | ---- | ---- | ---- | ---- | ---- | ---- | ---- | ---- |
| BFC Daugavpils | –––– | 0-1  | 0-1  | 3-3  | 0-1  | 2-2  | 2-1  | 0-4  |
| Jelgava        | 2-0  | –––– | 3-2  | 1-2  | 2-0  | 1-0  | 2-0  | 2-0  |
| Liepāja        | 1-0  | 1-3  | –––– | 2-3  | 0-1  | 2-2  | 4-3  | 0-0  |
| Metta/LU       | 2-2  | 0-1  | 3-1  | –––– | 1-1  | 1-1  | 1-3  | 2-1  |
| RFS Riga       | 2-0  | 1-0  | 1-1  | 3-0  | –––– | 0-0  | 0-2  | 0-3  |
| Riga FC        | 3-0  | 1-0  | 0-1  | 2-1  | 1-0  | –––– | 1-1  | 1-2  |
| Spartaks       | 4-1  | 0-0  | 0-0  | 2-0  | 2-1  | 0-3  | –––– | 0-1  |
| Ventspils      | 2-0  | 1-2  | 2-0  | 2-0  | 1-1  | 1-0  | 0-1  | –––– |

## Spareggio promozione/retrocessione
|            | Risultati |            | Luogo e data            |
| ---------- | --------- | ---------- | ----------------------- |
| AFA Olaine | 1 - 1     | Metta/LU   | Olaine, 9 novembre 2016 |
| Metta/LU   | 1 - 0     | AFA Olaine | Riga, 13 novembre 2016  |
|            |           |            |                         |

## Statistiche

### Classifica marcatori
| Gol |  |  | Giocatore          | Squadra   |
| --- |  |  | ------------------ | --------- |
| 17  |  |  | Ģirts Karlsons     | Ventspils |
| 12  |  |  | Dzmitryj Platonaŭ  | Spartaks  |
| 10  |  |  | Jevgeņijs Kazačoks | Spartaks  |
| 8   |  |  | Eduards Tīdenbergs | Ventspils |
| 7   |  |  | Edgars Gauračs     | Liepāja   |
| 7   |  |  | Glebs Kļuškins     | Jelgava   |
| 7   |  |  | Andrejs Kovaļovs   | Jelgava   |
| 7   |  |  | Roberts Uldriķis   | Metta/LU  |
| 6   |  |  | Raivis Jurkovskis  | RFS Riga  |
| 6   |  |  | Oskars Kļava       | Liepāja   |